# Метаніра
Метаніра (дав.-гр. Μετάνειρα) — персонаж давньогрецької міфології. Дружина елевсінського володаря Келея, мати Абанта, Демофонта, Тріптолема, Демо та чотирьох доньок (Діогенія, Сесара та ін.).
Пов'язана з міфом про Деметру у пошуках викраденої дочки Персефони. На десятий день пошуків по Аттиці Деметра в образі бабусі зайшла в будинок Келея і Метаніри, де була гостинно прийнята. Богиню пригостили ячмінним відваром, присмаченим м'ятою, після чого вона вирішила віддячити господарів і зробити їх сина безсмертним. Проте з вини Метаніри ця спроба не увінчалася успіхом. Деметра хотіла зробити її сина Демофонта безсмертним, натираючи його чарівними мазями і тримаючи над вогнем. Але коли Метаніра побачила, охопленою полум'ям, дитину — завадила богині.
Деякі міфологічні традиції розповідають, що син Метаніри Абант знущався з Деметри і в якості покарання вона перетворила його на ящірку.